# BETA
BETA è un linguaggio di programmazione puramente object-oriented sviluppato alla Scandinavian School in System Development, dove in precedenza era stato sviluppato il primo linguaggio object-oriented della storia: il Simula.
Da un punto di vista tecnico, il BETA possiede alcune caratteristiche distintive:
- Le classi e le procedure sono unificate sotto lo stesso concetto di pattern.
- Le classi sono definite come un insieme di proprietà ed attributi applicati ad un certo oggetto, per questo motivo le classi non possono esser istanziate al di fuori del contesto formato da un oggetto.
- Come conseguenza del punto precedente, il BETA supporta le classi nidificate, e probabilmente le classi nidificate del BETA sono state la principale fonte di ispirazione per le inner class di Java.
- Le classi possono essere definite come virtuali.
- Metodi e classi definite in modo virtuale non vengonomai sovrascritte, ma raffinate e specializzate.

Il BETA possiede potenti meccanismi di astrazione per identificare, classificare e comporre oggetti, è un linguaggio che implementa un strong type checking (come Simula, Eiffel e C++). È noto che non è possibile avere un buon type checking in fase di compilazione senza sacrificare l'espressività del linguaggio, ma il BETA raggiunge un buon compromesso fra type checking in compilazione e run-time.